# دیو کار (بازیکن فوتبال، زاده ۱۹۵۷)
دیو کار (انگلیسی: Dave Carr; ۳۱ ژانویهٔ ۱۹۵۷ – ۱۹ ژوئن ۲۰۰۵) بازیکن فوتبال اهل بریتانیا بود.
از باشگاه‌هایی که در آن بازی کرده‌است می‌توان به باشگاه فوتبال لینکولن سیتی و باشگاه فوتبال لوتون تاون اشاره کرد.